# Menno Oosterhoff
Menno Oosterhoff (Harlingen, 17 augustus 1955) is een Nederlands psychiater en auteur. Hij is vooral bekend om zijn werk over dwangstoornissen. Sinds 2010 is Oosterhoff werkzaam bij Lentis. Tevens werkt hij sinds 2018 voor Accare.
Oosterhoff richtte in 2014 het OCD Netwerk op (later Stichting Dwangstoornis genoemd). In 2017 kwam zijn boek Vals Alarm uit, over zijn eigen ervaring met een dwangstoornis. Hij ontving hiervoor de eerste MIND Antony Kamerling Award.